# 浦上宗景
浦上宗景為日本戰國時代的大名，備前國浦上氏的當主，生卒年不明。浦上村宗的次子，宗辰、成宗的父親。

## 生平

### 兄長的對立
享祿4年（1531年）、父親村宗在攝津國與細川晴元聯合軍的天王寺一戰中戰死後，兄長政宗以年幼之身繼承了家督之位。但在天文20年（1551年）、尼子晴久入侵備前國之時，宗景與政宗在對策上有了意見的分歧。此後，兩兄弟各擁山頭，形成兩大權力集團；宗景團結了國中同樣暴露在尼子氏威脅下的國人眾勢力，與傾向尼子氏的哥哥完全對立而分裂了浦上氏。
天文23年（1554年）、宗景在天神山城揚旗，並與毛利元就同盟，以對抗和尼子氏站在同一陣線的政宗。宗景在毛利本隊及從屬於毛利氏的備中國大名三村家親親率的「備中眾」等援軍的幫助下，紛紛在各地擊破政宗、尼子聯合軍隊。永祿3年（1560年）左右、將兄長浦上政宗的勢力從備前國東部驅逐出去，完全掌握了備前國的支配權。
但是，和備中國的三村氏相同，在這個時期充其量只是處在毛利氏庇護下的弱小大名，而且內政上也受到毛利氏的介入，很難說是完全掌握權力的戰國大名。此外，三村氏也開始將勢力伸進美作國，兩家因而產生嫌隙。而政宗的勢力雖然已經大幅削弱，但仍存在於備前國，因此宗景的敵人還是很多。

### 與毛利氏斷交
永祿6年（1563年）5月左右、和政宗和談、斷絕後顧之憂的宗景，和三村家親發生戰爭。同年12月前宣布和毛利氏斷交，開始步上戰國大名之路。
翌年，永祿7年（1564年）、發生政宗和其嫡男清宗為赤松政秀殺害的事件，繼承家業的政宗次子浦上誠宗對此事並未採取任何動作，宗景得以專心和三村氏作戰。經過明善寺之戰等勝利，終於在永祿10年（1567年）時，成功將三村、毛利氏的勢力驅逐出備前國；同年，浦上惣領家的當主‧誠宗也遭其暗殺。翌年，永祿11年（1568年）、剿滅備前國中為數不多的國人眾松田氏，並將版圖擴展到除瀨戶內海的兒島外，領有備前國全域及美作國東南部，確定了浦上氏在戰國時代的地位。
可是，在此之前的戰爭中立下顯赫戰功的宇喜多直家及其家臣岡氏、長船氏等人，已經成為有獨立傾向的強大勢力。對宗景本身可以說是「在軍事上有著從屬關係的盟友」的勢力，很難說是像大名和家臣那樣的主從關係。因此，宗景在直家領內如水運等重要據點設下很多直轄地、並派官員管理，來限制直家的統治權。此外，浦上氏雖然將勢力擴展到美作國，但直家的封地卻始終限制在西備前國外圍的程度，而美作國仍然交與沼本氏和菅納氏等在地的國人眾治理。在現今、傳聞直家當時已凌駕於主家的論點是有誤的，就算以陪臣（家臣的家臣）水準的俸祿來比較，直家也並未逾矩。然而，直家獲得松田氏舊領的一部分，並在拉攏家臣團上有所建樹，對備前國的影響力也日益增加，這些都成為日後不利於宗景施政的要素。

### 直家、最初的謀反
永祿12年（1569年）、赤松義祐和赤松政秀失和。宗景和舊播磨國守護家的赤松義祐、赤松則房及播磨國有力領主小寺政職等人結盟；以出兵援助為名義，吸收了兄長政宗在播磨國的遺領；並為了討伐赤松政秀，率領「備作眾」攻進西播磨。此外，積極支援亟欲復興尼子氏的尼子勝久等反毛利勢力，並和九州的大友宗麟同盟，顯露和毛利氏對抗的態勢。
但是，抵擋不住宗景猛攻的政秀，向同年中順利上洛的將軍足利義昭和織田信長請求援軍。8月到9月、宗景受到信長派遣的池田勝正、別所安治的攻擊；同時，私通信長的宇喜多直家也對宗景掀起反旗，令宗景陷入危境。不過，義昭、織田軍在攻下播磨國數城後很快就撤退了；反而是政秀被浦上軍打到節節敗退，困守在龍野城中。11月、政秀投降，宗景將其領地都收歸在手。而直家眼見形勢不對，也在同年向宗景請罪，重新回歸家中。
解除織田信長威脅的宗景，在翌年的元龜元年（1570年）、入侵備中國南部。此外，派遣援軍前往出雲國幫助尼子勝久；另一方面，還派出分隊向東支援赤松則房，攻擊別所長治的三木城（別所安治於此年過世），在軍事行動上非常活躍。元龜2年（1571年）、經由締結同盟的三好氏篠原長房的協助下，在備前國兒島戰勝毛利軍。同年秋天以後，又在備中國的佐井田城、松島城等地擊退毛利、三村軍隊。但在元龜3年（1572年）、毛利氏和大友宗麟在北九州的競爭暫時告一段落，毛利軍集結東進而來；宗景向足利義昭、織田信長請求調停，謀求和毛利氏的和睦。最初、毛利輝元不肯答應和議；但在10月、毛利氏和浦上氏終於締結和約，雙方歸還城池。

### 直家、再度的謀反
天正元年（1573年）12月、在信長的斡旋下，與別所長治達成和解；宗景也從信長手中取得備前、播磨、美作三國的朱印狀而被認可擁有上述三國的支配權。於是，宗景得到相當於以前守護的地位，浦上氏的勢力也凌駕於舊主赤松氏之上；浦上氏在宗景一代，其強盛達到了頂點。然而，根據此朱印狀，原先不屬於浦上氏的東播磨領主小寺、別所等人、也形同浦上氏的家臣，這個情形也招來了反感。注意到這點的直家，暗中向小寺政職探詢，意圖將浦上政宗之孫久松丸帶往備前。在得到政職的承諾後，久松丸被秘密送進了岡山城。
翌年，天正2年（1574年）3月、擁立久松丸的直家再度反叛，宗景的直屬部隊「天神山眾」在備前、美作國各地和宇喜多軍戰鬥。之後宗景也即刻展開外交戰，和備中的三村元親、美作的三浦貞廣等人結盟。此外，也向大友宗麟、三好長治請求援軍，但兩家有各自的敵人要應付而無暇相助。和前次的謀反不同，因為有久松丸的存在、直家在事前施展謀略將沼田氏、菅納氏等美作國人眾及宗景麾下諸將相繼策反，使得宗景陷入苦戰。而且，旁觀的毛利輝元無視於織田信長讓兩家和解的要求，更因為三村氏的反叛，決定支持宇喜多氏打倒浦上氏。天正3年（1575年）6月、毛利軍攻下備中松山城後，三村元親切腹自殺。在經過名為「備中兵亂」的一連串戰事後終於平定三村氏，毛利氏也全力支持直家而將宗景打到走投無路。
接著家中重臣明石景親等人也遭到策反。同年9月、從天神山城宇喜多軍的重重包圍中成功逃離。之後，宗景得到信長派遣的荒木村重支援，奪回了宇喜多端城（所在地不明），之後就以此為居城。

### 流放後
遭驅逐出天神山城的宗景，家臣並未全部投向直家。宗景以播磨為據點，和坪井氏、馬場氏等舊浦上家臣暗中取得聯繫。他們與一族的浦上秀宗蟄伏在備前國內，等待再起的機會。為了實現復興的夢想，宗景到天正5年（1577年）前曾多次上京拜見信長，但卻得不到積極的支援。結果，得不到信長幫助的宗景只得獨力成事。天正6年（1578年）12月左右、潛伏在備前的秀宗、坪井、馬場等反宇喜多勢力、以幸島（現岡山市水門町附近）為據點紛紛起兵，宗景也率兵前來會合，浦上軍成功收復天神山城。可是在翌年的天正7年（1579年）4月、文獻中記載秀宗和坪井等人退往播磨，可以想見這期間的叛亂已經得到了鎮壓。因此，殘存在備前的浦上派勢力也遭一掃而空，重掌備前國的夢想終究無法達成。失去宇喜多端城的時間則不詳。
關於宗景的晚年並未留下確實的史料，死亡的年代並不明確。《天神山記》中相傳曾應黑田長政邀請前往筑前國，於此地出家並在七十～八十多歲時病逝。而宗景的么子成宗，則由原為浦上家臣的高取備中守（當時已臣屬宇喜多氏）養育成人。備中守在關原之戰戰死後，據說成宗逃往九州，之後再偷偷返回備前定居，延續血脈。《備前浦上氏研究》的作者浦上元，就自稱是成宗的子孫。

## 附註
1. ↑  松田文書
2. ↑  美作古簡集、菅納家記
3. ↑  坪井文書